# Лажани (Польща)
Лажани (пол. Łażany, нім. Laasan) — село в Польщі, у гміні Жарув Свідницького повіту Нижньосілезького воєводства.
Населення — 631 особа (2011).
У 1975-1998 роках село належало до Валбжиського воєводства.

## Демографія
Демографічна структура станом на 31 березня 2011 року:
|          | Загалом | Допрацездатний вік | Працездатний вік | Постпрацездатний вік |
| -------- | ------- | ------------------ | ---------------- | -------------------- |
| Чоловіки | 312     | 64                 | 230              | 18                   |
| Жінки    | 319     | 59                 | 197              | 63                   |
| Разом    | 631     | 123                | 427              | 81                   |